# 霧島市立福山小学校
霧島市立福山小学校（きりしましりつ ふくやましょうがっこう）は、鹿児島県霧島市福山町福山にある市立の小学校。

## 概要
霧島市福山町の西部に位置する小学校である。

## 沿革
- 1872年（明治5年）- 創立[1]。旧校舎は福山郷の地頭仮屋跡に建てられた[2]。
- 2004年（平成16年）- 新校舎に移転[3]。
- 2005年（平成17年） - 国分市と姶良郡6町の新設合併に伴い、霧島市立福山小学校と改称。
- 2010年（平成22年）- 特認校制度を導入[3]。
- 2018年（平成30年）- 完全複式学級となる[3]。
- 2023年（令和5年）- 創立150周年記念式典が開催される[4][5]。
- 2025年（令和7年）- 人口減少により令和7年度より休校となる[6]。